# ساريوون
ساريوون هي مدينة تقع في كوريا الشمالية، وهي تعد عاصمة مقاطعة هوانغهاي الشمالية. يُقدر عدد سكان مدينة ساريوون بحوالي 310،100 نسمة.

## الرعاية الصحية
ساريوون هي المدينة الوحيدة في المنطقة التي تحتوي على مستشفى طب أطفال، حيث أنها تخدم 16 حي و 500،000 طفل و مراهق سنوياً.

## الصناعة
تحتوي المدينة على مجمع أسمدة ومصنع جرارات

## التعليم
تضم المنشئات التعليمية جامعة الزراعة، جامعة الجيولوجيا، جامعة الطب، جامعة التعليم رقم 1 و 2 و كلية ساريوون للصيدلة.

## مدينة توأم
- لاهور، باكستان
- سيكشفهيرفار، المجر